# Stanisław Skupień
Stanisław Skupień, född 26 april 1907 i Zakopane, död 11 juli 1983 i Zakopane, var en polsk längdskidåkare. Han var med i de Olympiska vinterspelen 1932 i Lake Placid och kom på 31:a plats på 18 kilometer. Han ställde även upp på 50 kilometer, men fullföljde inte loppet.